# Bohunice (Ilava)
Bohunice (1948 bis 1960 slowakisch „Bohunice nad Váhom“; ungarisch Vágbánya – bis 1902 Bohunic) ist eine Gemeinde im Okres Ilava in der Slowakei. Bohunice liegt in der Region Stredné Považie am Fuß der Weißen Karpaten.

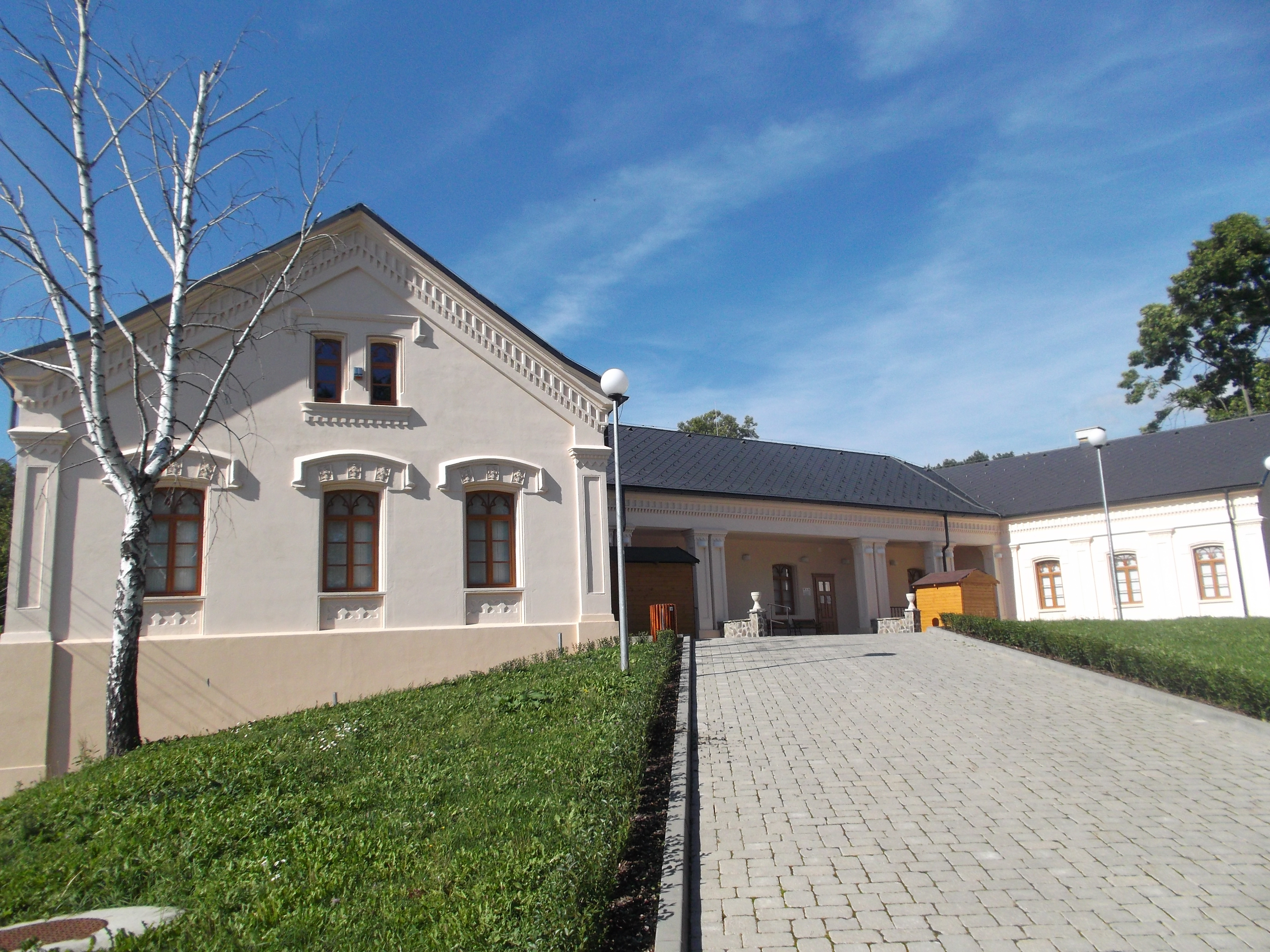

## Geschichte
Die erste schriftliche Erwähnung des Dorfes stammt aus dem Jahr 1229 – als Terra Bohwnycz. Die Einwohner waren vor allem Bauern, die Landwirtschaft und Viehzucht betrieben und Branntwein herstellten.
Bohunice war von beiden Weltkriegen betroffen. Während des Ersten Weltkriegs kamen 17 Einwohner ums Leben. Im Zweiten Weltkrieg waren keine Todesopfer zu beklagen. Im Garten des unten beschriebenen Herrenhauses lagerten deutsche Einheiten Munition und betrieben eine Reparaturwerkstatt.
Von 1973 bis zum 31. Juli 1999 war die Gemeinde in die Nachbargemeinde Pruské eingemeindet.
Einer von wenigen archäologischen Funden sind Mammutzähne, die 1945 ausgegraben, aber beschädigt wurden.

## Bevölkerung
| Jahr                | 1994 | 2004 | 2014    | 2024    |
| ------------------- | ---- | ---- | ------- | ------- |
| Anzahl der Personen | 0    | 753  | 759     | 785     |
| Unterschied         |      | –    | +0,79 % | +3,42 % |

| Jahr                | 2023 | 2024    |
| ------------------- | ---- | ------- |
| Anzahl der Personen | 792  | 785     |
| Unterschied         |      | −0,88 % |

## Sehenswürdigkeiten
Im Dorf ist ein von der Familie Mednyanski erbautes neogotisches Herrenhaus zu finden. 1866 wurde im Garten eine Kapelle errichtet, in der sich die Krypta der Familie befindet. Das Herrenhaus wurde in den Jahren 2010–2012 komplett renoviert und steht wie abgebildet. Die Kapelle wird derzeit wissenschaftlich untersucht und die Renovierung wird auch vorbereitet.